# ساندلیار
ساندلیار (به لاتین: Sandlyar) یک منطقه مسکونی در جمهوری آذربایجان است که در شهرستان تووز واقع شده است.